# Protosmia luctuosa
Protosmia luctuosa is een vliesvleugelig insect uit de familie Megachilidae. De wetenschappelijke naam van de soort is voor het eerst geldig gepubliceerd in 1848 door Lucas.